# System przenoszenia oporządzenia M1956 LCE
System przenoszenia oporządzenia M1956 Load-Carrying Equipment – system przenoszenia oporządzenia osobistego Sił Zbrojnych USA w latach 1957-1972. Zastąpiony przez system M1967 oraz system ALICE.

## Historia
W 1950 roku przeprowadzono testy używanego do tej pory oporządzenia M1910. Z testów wyniesiono wnioski, że obciążenie żołnierza nie powinno przekraczać 20,5 kg (9 kg obciążenie bojowe i 11,5 kg reszta potrzebna do życia). Nowe oporządzenie wprowadzono wraz z wprowadzeniem nowej broni - karabinu M14 w roku 1957. Nowa koncepcja oporządzenia zakładała eliminację pasa amunicyjnego oraz wprowadzenie ładownic na magazynki.

## Konstrukcja
System M1956 składał się z: pasa, szelek typu H, chlebaka, zestawu ładownic i kieszeni oraz specjalnego mocowania na śpiwór. Elementy wykonano z oliwkowozielonego bawełnianego brezentu. Elementy metalowe wykonano z malowanej na czarno stali.

### Elementy systemu M1956
Pas - pas był podobny do pasa pistoletowego M1936. Różnica polegała na innym zapięciu oraz możliwości regulacji z obu stron. W roku 1966 wprowadzono zapięcie na "szybkorozłączną" klamrę, którą krytykowano za samoczynne odpinanie się.
Szelki - szelki typu H posiadały lekkie wyścielenie co miało poprawić komfort podczas noszenia oporządzenia. Do pasa (z przodu) oraz do chlebaka (z tyłu) szelki przypinano za pomocą haczyków. Z uwagi na to, że czasem odpinały się zastąpiono je potem karabińczykami. Szelki występowały w trzech rozmiarach.
Uniwersalna ładownica amunicyjna - dwie takie ładownice umieszczono na pasie z przodu. Ładownice montowane były za pomocą dwóch zaczepów ślizgowych. W ładownicy mieściły się m.in. dwa 20 nab. magazynki do M14 / cztery 30 nab. magazynki do M2 / cztery 20 nab. magazynki do M16 / sześć ładowników do M1 / 24 nab. kal. 12 (śrutowe) / trzy 40 mm naboje do granatnika M79 / dwa granaty ręczne.
Ładownica do M16A1 - skrócona wersja ładownicy uniwersalnej przystosowana do przenoszenia magazynków do M16. Wprowadzona w roku 1968.
Pokrowiec na manierkę M1910 - pokrowiec podobny do tego z systemu M1910. Zmieniono jednak mocowanie, zastosowano zaczepy ślizgowe oraz zatrzaski. Wnętrze wyłożono akrylowym futerkiem. Wraz z wprowadzeniem manierki M1961 pokrowiec M1956 zaadaptowano do jej przenoszenia. Pokrowce na manierkę stosowane były czasem przez żołnierzy do przechowywania magazynków.
Pokrowiec na łopatkę – wykonany z bawełnianego brezentu. Mocowany do pasa za pomocą dwóch zaczepów ślizgowych. Do pokrowca montowano pochwę bagnetu M8A1.
Pionowa kieszeń na opatrunek osobisty lub busolę - mogła być przypinana do pasa lub z boku ładownicy lub na szelce szelek.
Chlebak M1956 (polowa torba bojowa) - mocowany z tyłu do pasa za pomocą dwóch zaczepów ślizgowych. Z boku możliwy był montaż dodatkowych kieszeni, a pod spodem przytraczana była peleryna. Torba mieściła zaledwie dwie racje żywnościowe typu C, bieliznę na zmianę i przybory toaletowe.
Chlebak M1961 (polowa torba bojowa) - powiększona wersja chlebaka M1956 stworzona na potrzeby wojny wietnamskiej. Dodano gumowany komin i dłuższe troki do przywiązywania peleryny. Jednakże chlebak M1961 nie wyparł z użycia modelu M1956.

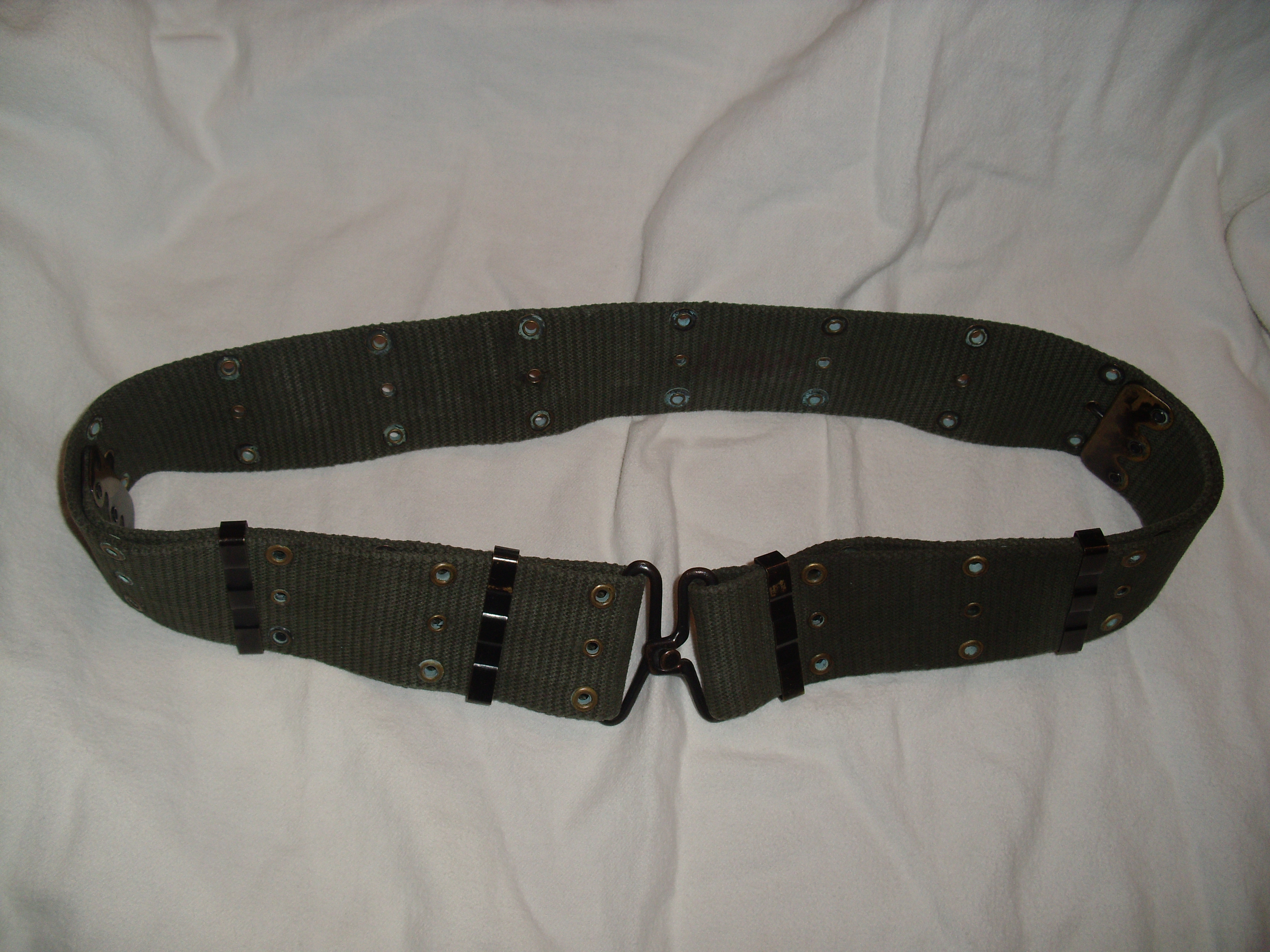
Pas systemu M1956
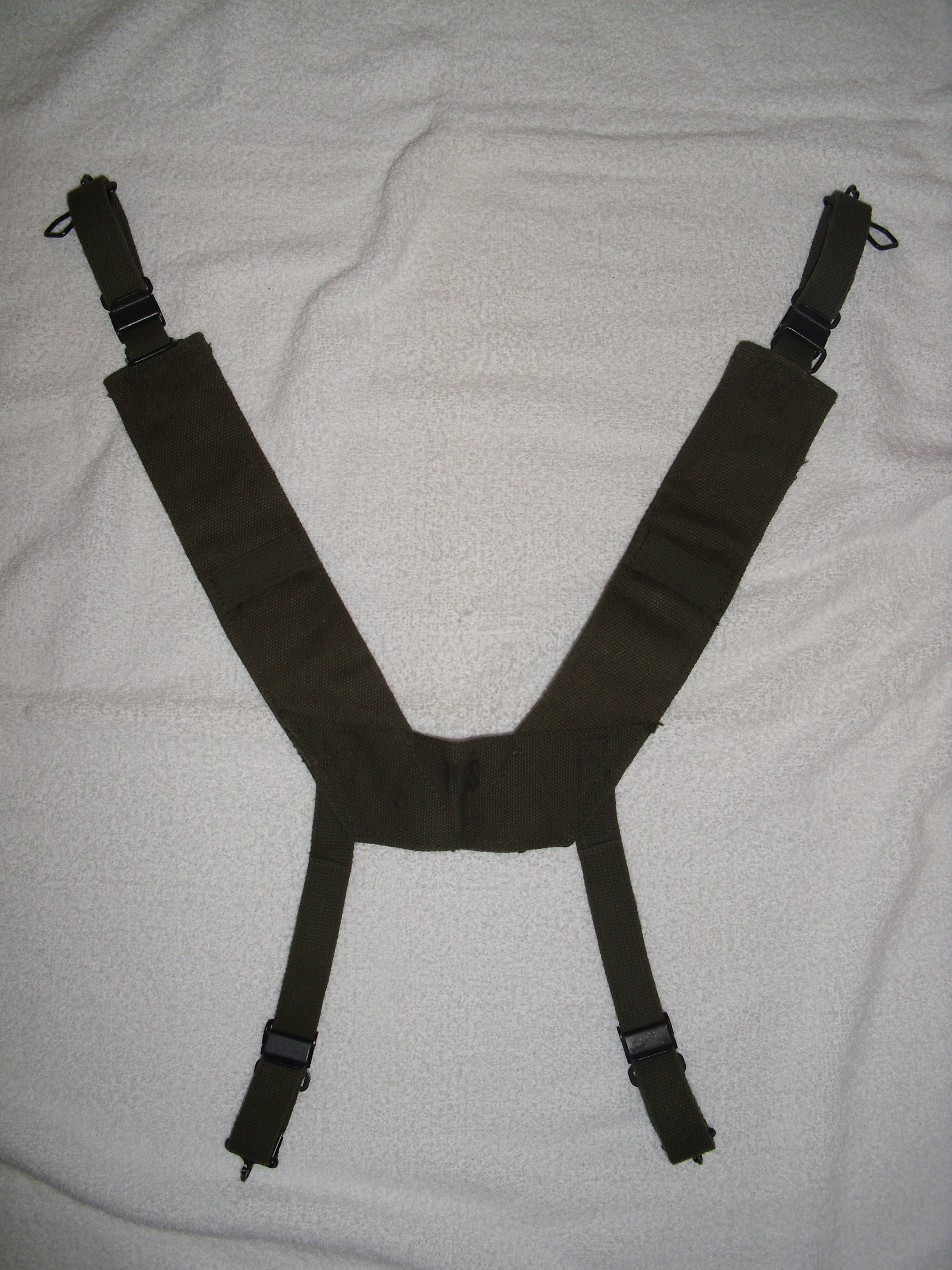
Szelki systemu M1956
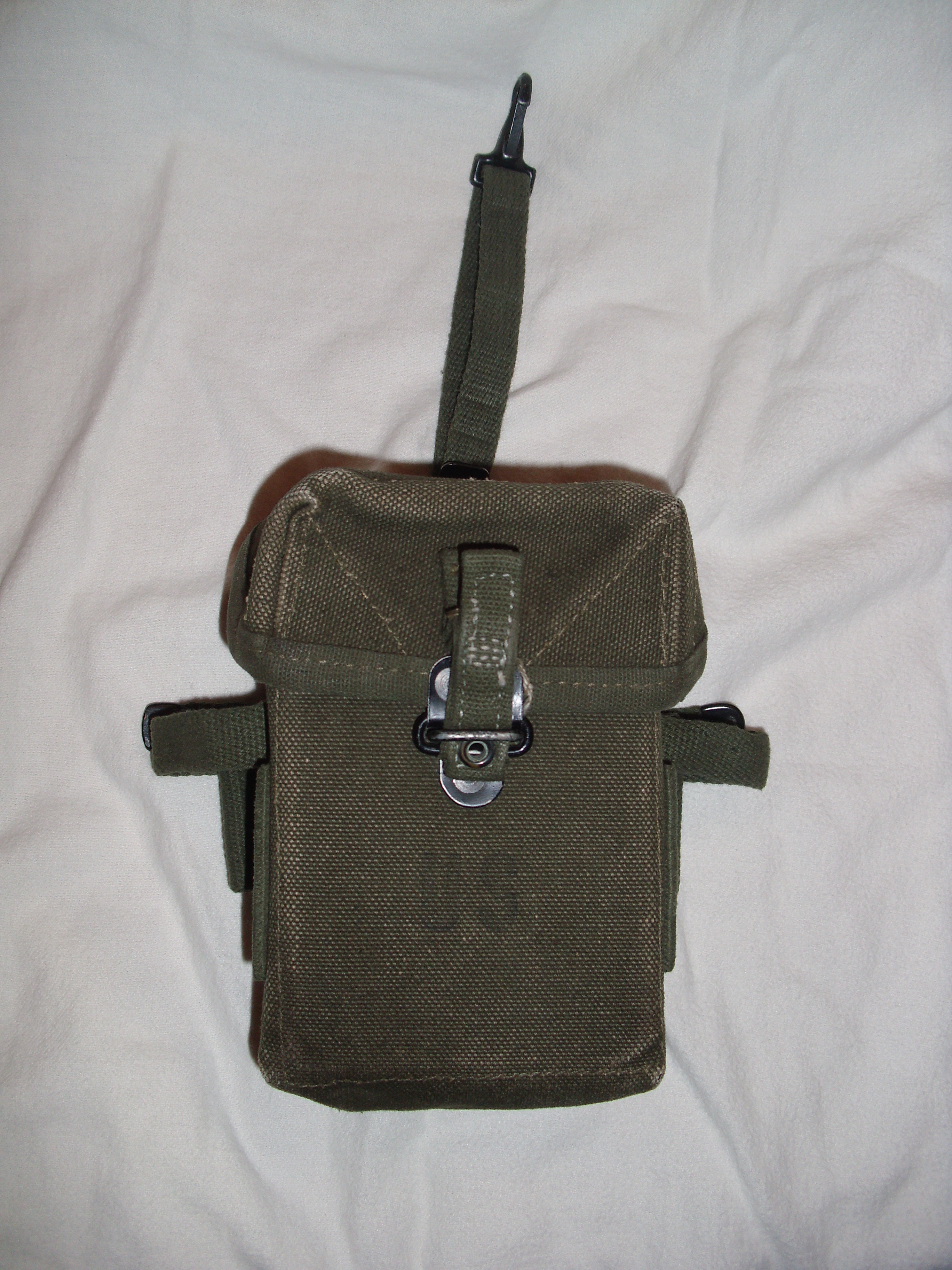
Uniwersalna ładownica amunicyjna systemu M1956
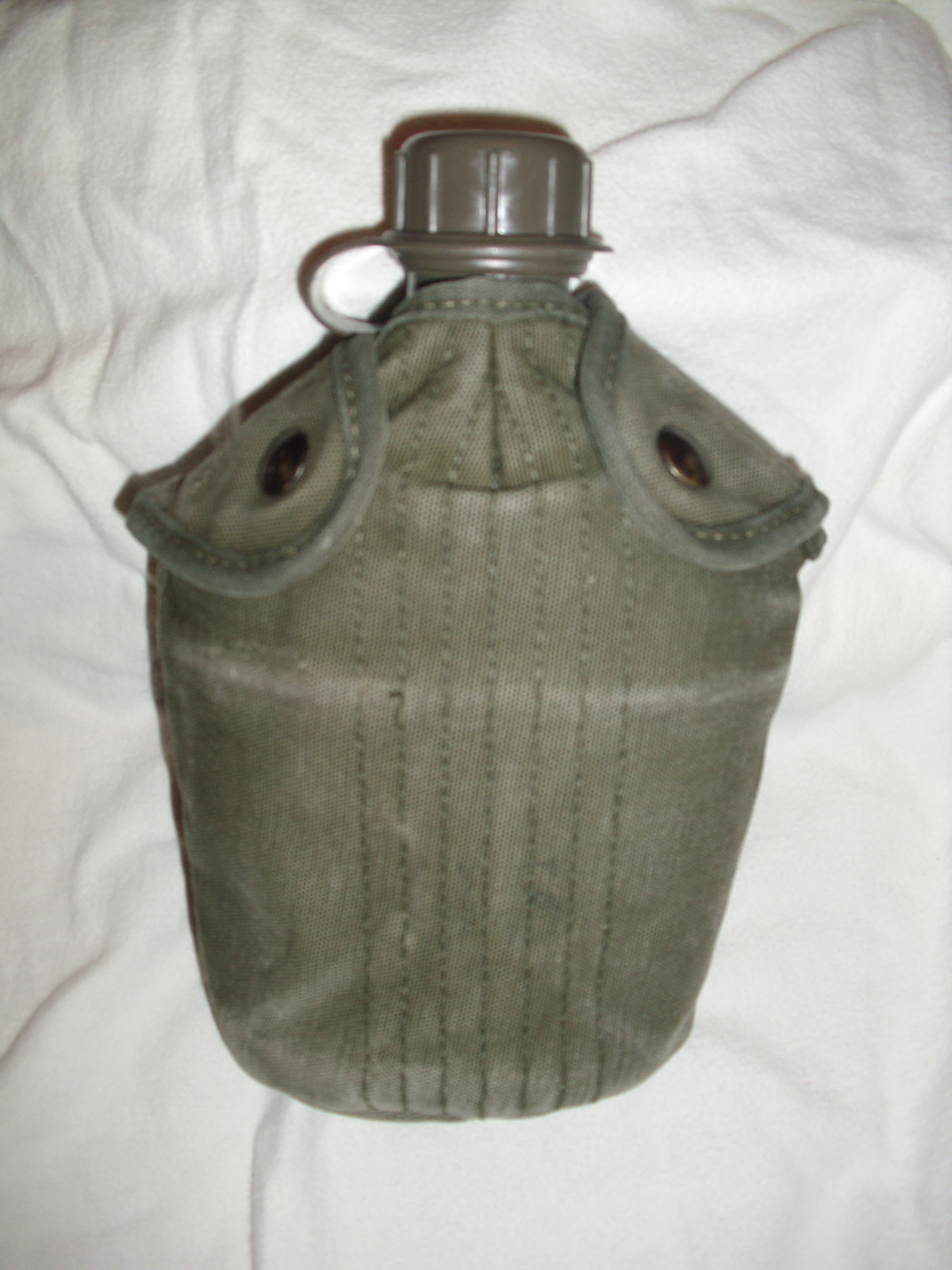
Pokrowiec na manierkę M1910 w systemie M1956
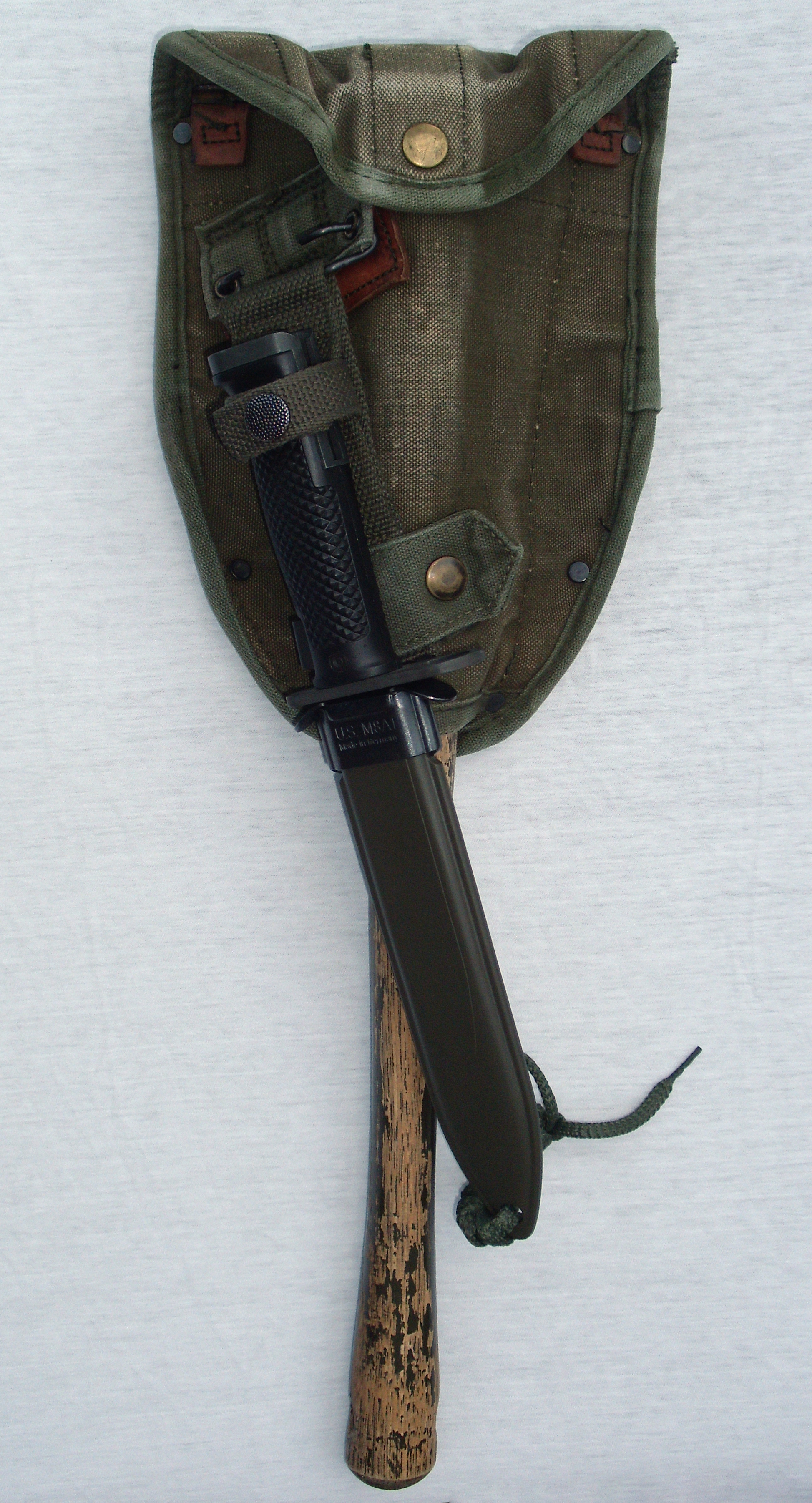
Pokrowiec na łopatkę w systemie M1956
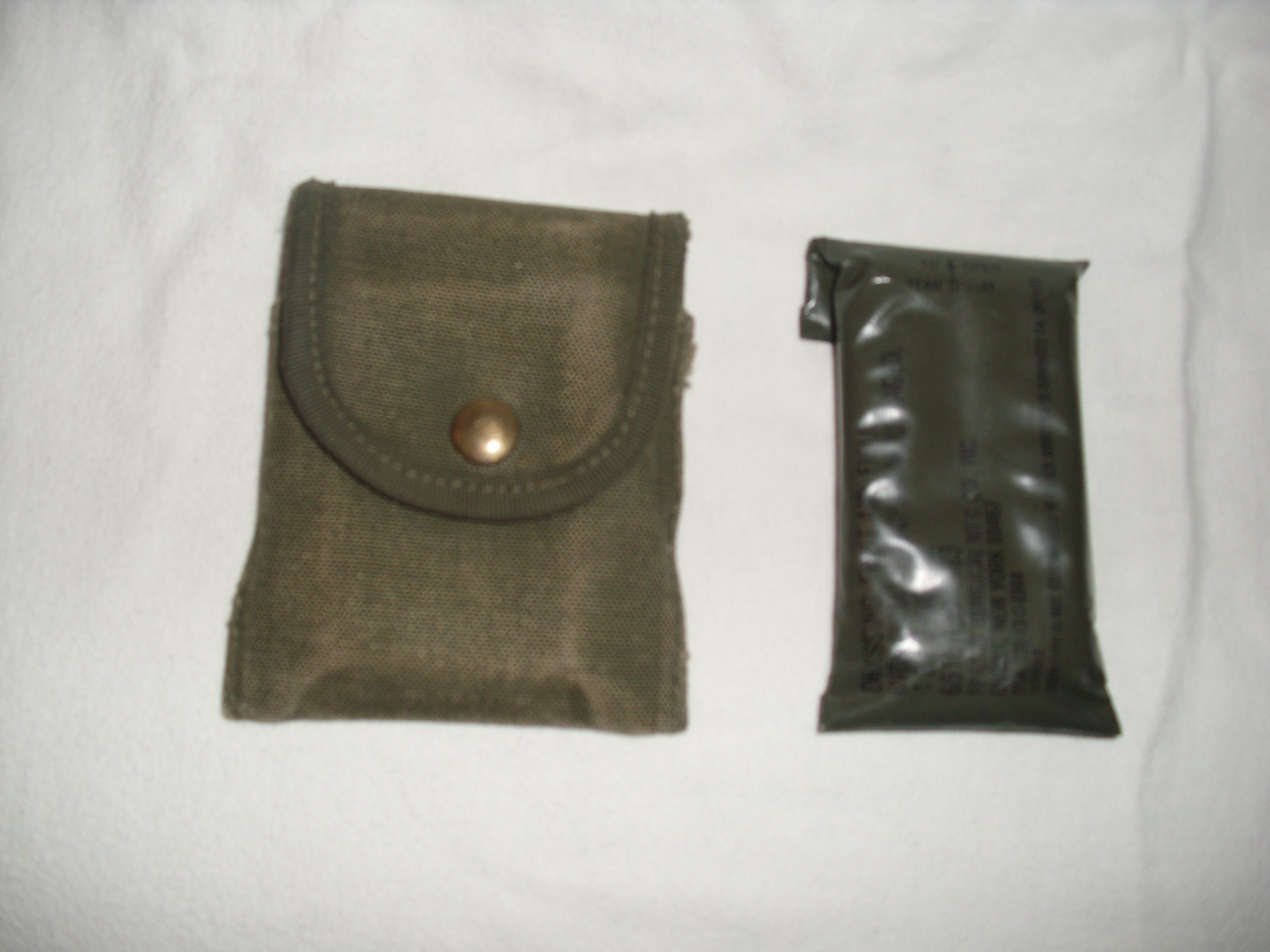
Kieszeń na opatrunek osobisty lub busolę w systemie M1956
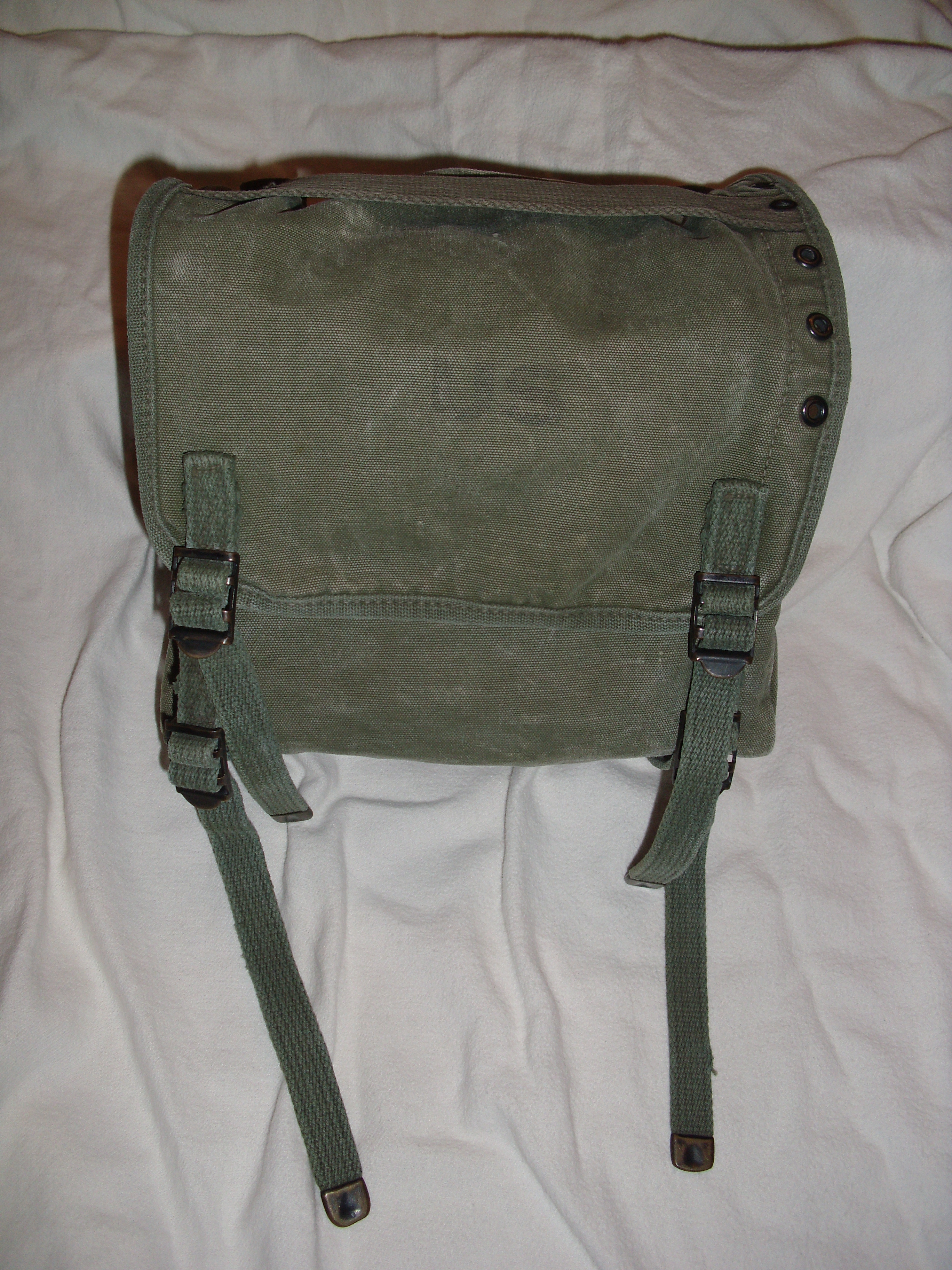
Chlebak M1956
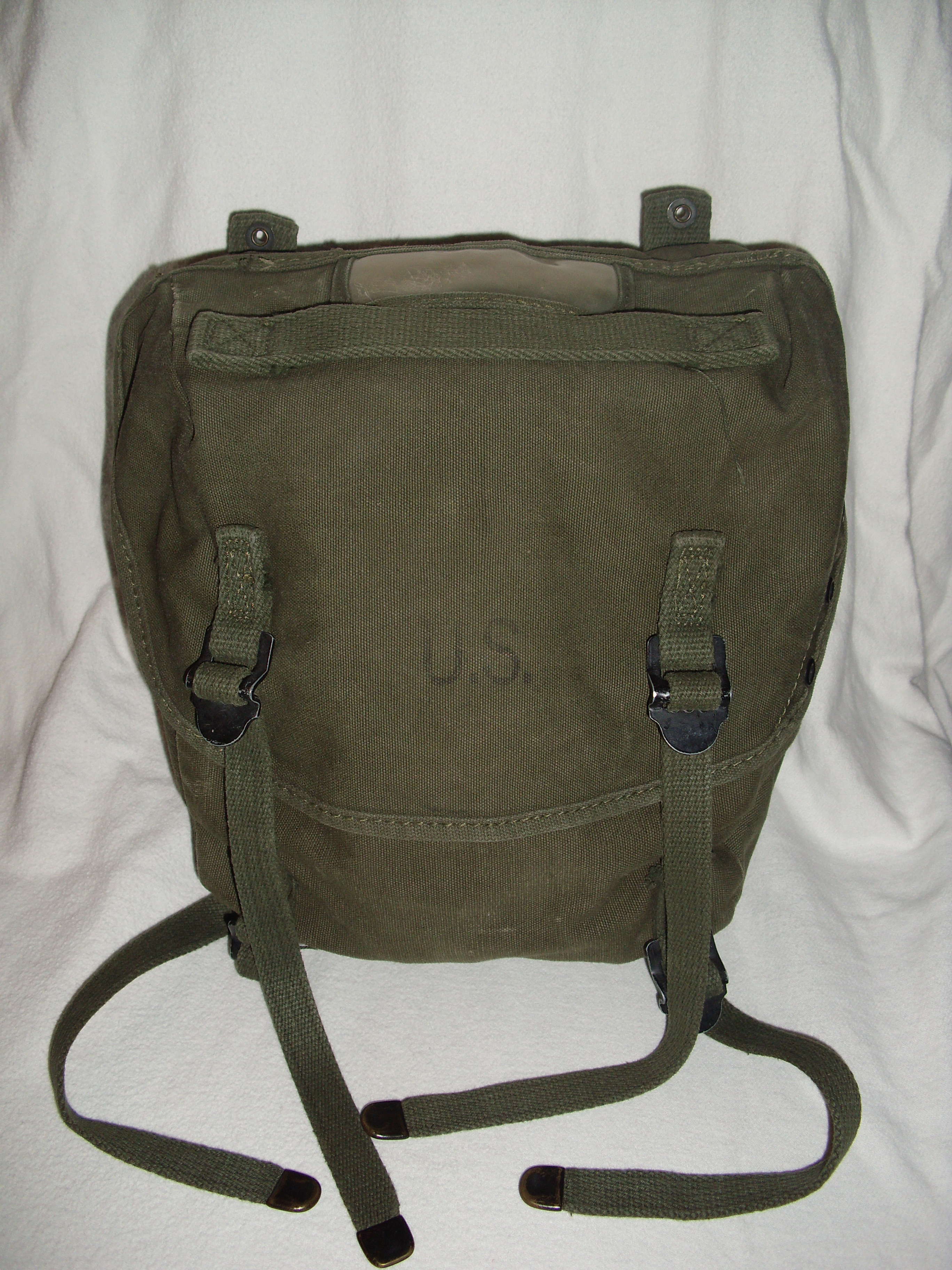
Chlebak M1961